# Lizja i Lidia
Lizja i Lidia (ur. I wiek p.n.e., zm. I wiek n.e.) – siostry Jezusa Chrystusa znane z Ewangelii Marka i Ewangelii Mateusza oraz apokryficznej księgi Legenda o św. Józefie Cieśli. Według teologów prawdopodobnie były córkami świętego Józefa z pierwszego małżeństwa. Według innych biblistów rodzeństwem Jezusa w Biblii nazywani byli jego kuzyni.

## Życiorys
Siostry Jezusa zostały po raz pierwszy wspomniane w Ewangelii Marka i Ewangelii Mateusza, jednak bez podania imion. Gdy Jezus przybył do Nazaretu, aby nauczać w synagodze, słuchacze gorszyli się tym, mówiąc: 
Czy to nie jest ów cieśla, syn Marii, i brat Jakuba, i Jozesa, i Judy, i Szymona? A jego siostry, czyż nie ma ich tutaj u nas?.
Z treści Ewangelii wynika, że rodzina Jezusa nie wierzyła w niego, prawdopodobnie obawiając się, że jest szalony. Według J. R. Portera postawa ta zmieniła się najprawdopodobniej po śmierci Jezusa i jego zmartwychwstaniu.
Więcej informacji na temat sióstr Jezusa zawiera dopiero pochodząca z około 400 roku Legenda o św. Józefie Cieśli, gdzie pojawiają się również ich imiona – Lizja i Lidia. Zgodnie z przekazem legendy Lizja i Lidia miały czterech rodzonych braci: Judę/Judasza, Jozetosa/Justusa, Jakuba i Szymona. Po śmierci ich matki Józef poślubił Marię z Nazaretu, która wydała na świat Jezusa Chrystusa. Gdy Jezus przyszedł na świat, córki Józefa były dorosłe i wkrótce wyszły za mąż. Po raz ostatni Lizja i Lidia pojawiają się w legendzie w momencie śmierci Józefa. W apokryfie zapisano również słowa Lizji wypowiedziane tuż przed jego śmiercią:
Biada mi, moje rodzeństwo, gdyby to miała być choroba mojej kochanej matki; od tej pory już jej nie widzieliśmy. Teraz znów w ten sam sposób [dzieje się] z naszym ojcem Józefem, tak że nie zobaczymy go na wieki.